# Ingotia scintillans
Ingotia scintillans är en korallart som först beskrevs av Thomson och Mackinnon 1910.  Ingotia scintillans ingår i släktet Ingotia och familjen Xeniidae. Inga underarter finns listade i Catalogue of Life.